# M/S Stena Vision
M/S Stena Vision är en kombinerad kryssnings/bil/passagerarfärja som trafikerar Karlskrona-Gdynia (färjelinje).[källa behövs] Fartyget sjösattes redan år 1981 men på grund av stora inrikespolitiska problem i Polen, där fartyget byggdes, levererades hon först år 1987.

## Bakgrund
Från början var det tänkt att fartyget skulle heta Stena Scandinavica och ha tre systerfartyg med namnen Stena Germanica, Stena Polonica samt Stena Baltica. På grund av problemen i Polen avbeställdes två av fartygen och endast Stena Scandinavica och Stena Germanica färdigställdes. Dessa båda fartyg hann dessutom byta namn innan leverans.

## Fartyget
Den 5 april 1987 levererades fartyget och sattes två dagar senare in på linjen Göteborg - Kiel. Redan 1988 byggdes fartyget om vid Cityvarvet i Göteborg, då hon fick en ny bulbstäv samt trimplan.
Sedan fartyget levererades har hon byggts om flera gånger invändigt. Senaste gången var under september-november 2010 då fartygets övre bildäck samt vissa hytter byggdes om. En spaanläggning anlades, samt aktersponsoner och ett nytt visir i fören för övre bildäck. Total ombyggnadskostnad 175 miljoner kronor. I samband med ombyggnaden ändrades hennes hemmahamn från Göteborg till Karlskrona.

## Linjebyte och varvsperioder
Ända sedan leveransen 1987 har Stena Germanica trafikerat linjen Göteborg - Kiel. När den nya Stena Germanica (f.d. Stena Hollandica) sattes in på linjen den 31 augusti 2010 togs hon ur trafik för ombyggnad och anpassning för linjen Karlskrona–Gdynia som hon började trafikera 4 november 2010 under sitt nya namn Stena Vision. Ombyggnaden skedde på Cityvarvet i Göteborg. Hon ersatte den inhyrda ropaxfärjan Finnarrow. Systerfartyget Stena Spirit (ex Stena Scandinavica) sattes in på samma linje den 28 juni 2011. I januari 2012 dockades hon in på Öresundsvarvet i Landskrona för översyn och ommålning. Även hängdecken på deck 3 styrbordssidan togs bort. I februari 2014 dockades hon in på Remontowa i Gdansk, Polen och då togs hängdecken på babordssidan bort. Hon målades om, fick två MES-stationer samt en ny bulb påmonterad.